# Sliwen (stacja kolejowa)
Sliwen – stacja kolejowa w Sliwen, w obwodzie Sliwen, w Bułgarii. Znajdują się tu 2 perony.
Stacja została otwarta w 1907 roku, zaś budnek dworca został oddany do użytku w 1963 roku i wyrementowany w 2017 roku. 